# 北庫馬魯
北庫馬魯（葡萄牙語：Cumaru do Norte），是巴西的城鎮，位於該國北部，由帕拉州負責管轄，始建於1991年12月27日，面積17,085平方公里，海拔高度299米，2012年人口10,466，人口密度每平方公里0.61人。